# Passower See
Der Passower See ist ein See im Gemeindegebiet Passow des Landkreises Ludwigslust-Parchim in Mecklenburg-Vorpommern. Es ist ein wenig gegliedertes Gewässer südlich der namensgebenden Gemeinde, etwas nördlich der Müritz-Elde-Wasserstraße. Der See ist 1300 Meter lang und etwa 300 Meter breit. Der markierte Wanderweg um den See ist 3,5 Kilometer lang. Das Westufer ist hügelig und die Höhen erreichen mit dem südlicheren der beiden Weinberge 79,5 m ü. NHN. Hier liegt auch das Waldgebiet Ruthener Zuschlag. Das flachere Ostufer wird landwirtschaftlich genutzt. Der Nordzipfel und das Gebiet im Süden zur Elde hin sind sumpfig. Hier befindet sich auch das Naturschutzgebiet Alte Elde. Am Passower See brüten Silberreiher.

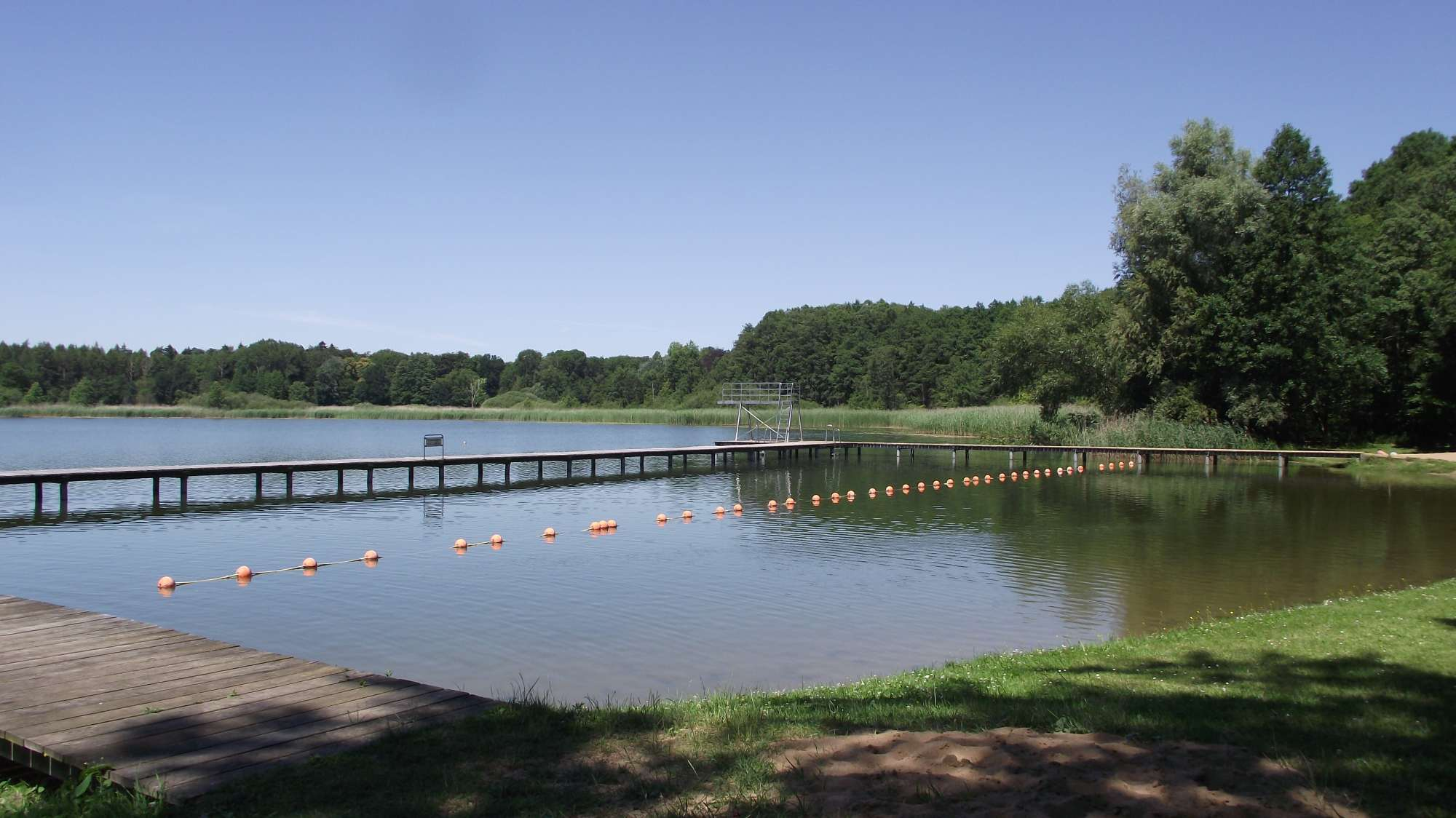
Badestelle
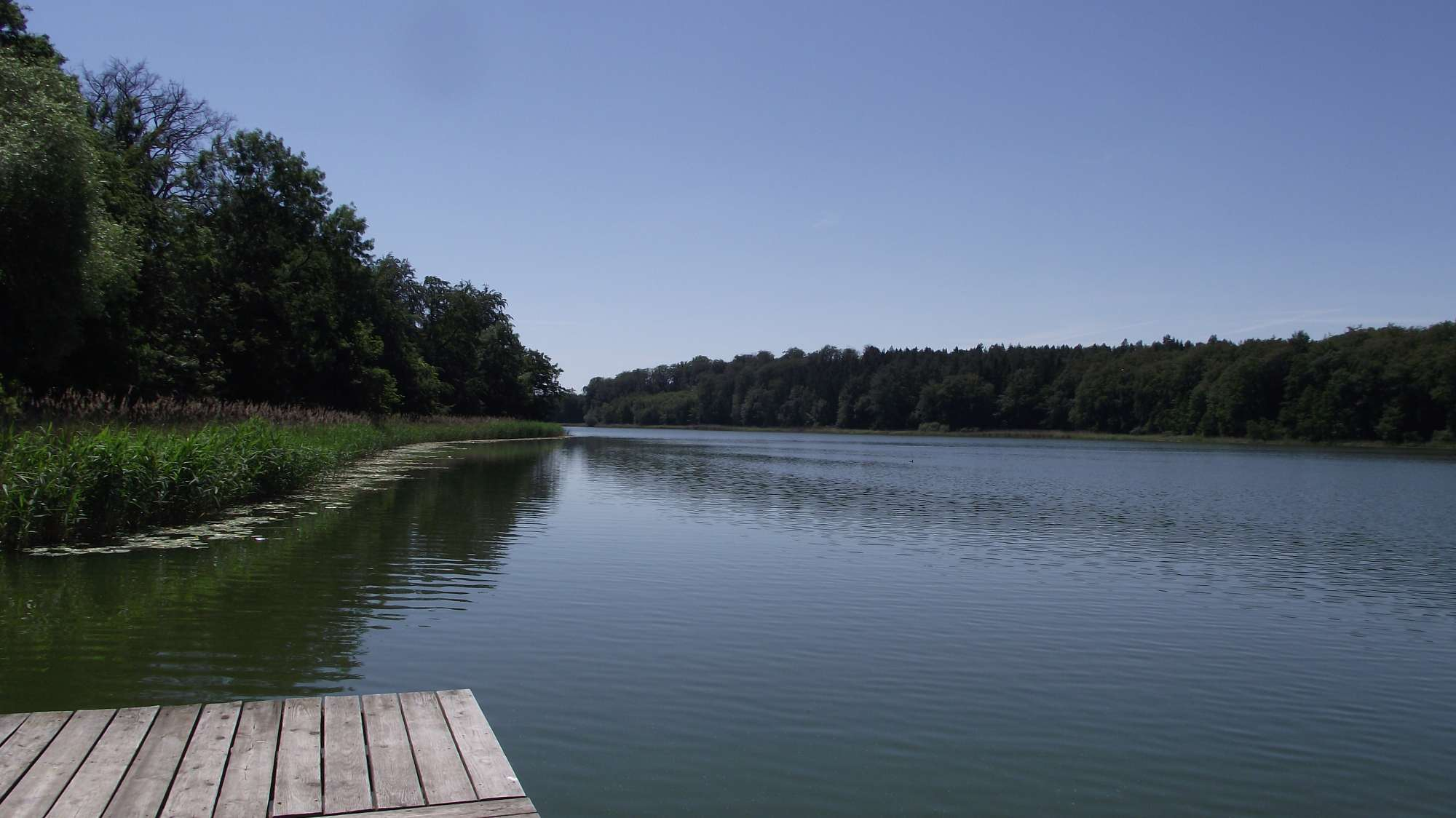
Blick von der Badestelle nach Süden